# Dewitryfikaty
Dewitryfikaty – szkło o budowie kryształ, cechujące się dużą odpornością na uderzanie i ścieranie (wytrzymałość na rozciąganie dwukrotnie większa od wytrzymałości szkieł o budowie amorficznej). Można je otrzymywać na dwa sposoby:
1. dodając do szkła podczas procesu wytwarzania proszki srebra, złota, magnezu, rozprowadzając je dokładnie, mieszając i napromieniowując promieniami nadfioletowymi;
2. wywołując sztuczną krystalizację poprzez dodanie tlenku tytanu (ok. 10% całej masy), następnie rozprowadzając równomiernie.